# BSQ Bauspar
Die BSQ Bauspar AG war eine private Bausparkasse mit Sitz in Nürnberg. Sie wurde 1990 als Direkt-Vertriebstochter des Quelle-Konzerns für Bausparverträge und Baufinanzierungen unter dem Namen Quelle Bauspar AG gegründet. „Direkt“ bedeutet, dass es keine Handelsvertreter, keinen Außendienst und keine Niederlassungen gibt. Die Bausparkasse ist heute im Besitz einer Beteiligungsgesellschaft der privaten Bausparkassen und hat das Neugeschäft eingestellt.
Mit Beschluss vom 9. November 2018 zur Einstellung des Geschäftsbetriebs sowie der Genehmigung des Antrags auf Abwicklung der BSQ Bauspar AG, inklusive der entsprechenden ABB am 18. Dezember 2018 durch die BaFin, befindet sich die BSQ Bauspar AG im Abwicklungsmodus i. S. des § 16 BauSparkG mit dem Ziel der Geschäftseinstellung.

## Unternehmensangaben

Altes Firmenlogo bis Juni 2010

Die Bausparkasse war nach eigener Angabe die einzige Direkt-Bausparkasse auf dem deutschen Markt.
Sie war bis Herbst 2009 zu 100 % in Privatbesitz der Nachkommen von Gustav Schickedanz. Stammsitz ist im mittelfränkischen Nürnberg/Fürth. Nach eigenen Angaben hatte die Firma 132 Mitarbeiter und rund 105.000 Kunden. Zusätzlich wurde mit Vertriebspartnern wie der Netbank, der Interhyp und Europace kooperiert.
Im September 2009 wurde bekannt, dass die damalige Quelle Bausparkasse durch die Finanzkrise in Bedrängnis geraten war und durch Unternehmen aus dem Kreis des Verbands der Privaten Bausparkassen aufgefangen wird.
Mit Wirkung zum 6. Oktober 2009 wurde die Quelle Bauspar AG durch die Domus Beteiligungsgesellschaft der Privaten Bausparkassen mbH vollständig übernommen. Gesellschafter des neuen Eigentümers sind die anderen 13 privaten Bausparkassen und der Verband der Privaten Bausparkassen e.V.
Am 20. November 2009 stellte die Quelle Bauspar AG das Neugeschäft ein, bestehende Bausparverträge wurden weitergeführt.
Die Quelle Bauspar AG wurde mit dem 17. Juni 2010 in BSQ Bauspar AG umbenannt. Die Namensänderung war erforderlich, da die Marke Quelle vom Arcandor-Konzern verkauft wurde.
Die BSQ Bauspar AG hat nach Rückgabe der Bank- und Bausparkassenerlaubnis den Geschäftsbetrieb zum 31. Dezember 2023 eingestellt. Die Gesellschafter haben beschlossen, dass die Firma der Gesellschaft künftig BSQ AG lautet und mit Wirkung vom 1. Januar 2024 aufgelöst wird (BSQ AG i.A.).

## Einzelbelege
1. ↑  Geschäftsbericht 2018. (PDF) BSQ Bauspar AG, S. 8, abgerufen am 12. Dezember 2019.
2. ↑  Nicole Bastian: Branche fängt Quelle Bausparkasse auf. In: Handelsblatt. 3. September 2009 (handelsblatt.com [abgerufen am 14. Juni 2019]).
3. ↑  Rettung für Quelle-Bausparkasse. Der Standard, 4. September 2009, abgerufen am 12. Dezember 2019.
4. ↑  Allgemeines zur BSQ Bauspar AG. BSQ Bauspar AG, archiviert vom Original (nicht mehr online verfügbar) am 9. Februar 2018; abgerufen am 12. Dezember 2019.  Info: Der Archivlink wurde automatisch eingesetzt und noch nicht geprüft. Bitte prüfe Original- und Archivlink gemäß Anleitung und entferne dann diesen Hinweis.
5. ↑  Quelle Bausparkasse heißt ab heute BSQ Bauspar AG. (PDF; 45 kB) BSQ Bauspar AG, 17. Juni 2010, abgerufen am 21. Juni 2013 (Pressemitteilung).
6. ↑  BSQ Bauspar AG: Startseite. In: bsq-bausparkasse.de. Abgerufen am 6. Januar 2024.

Koordinaten: 49° 26′ 10,7″ N, 11° 2′ 33,6″ O